# Альтани, Ипполит Карлович
Ипполи́т Ка́рлович Альта́ни (15 [27] мая 1846  — 17 февраля 1919, Москва) — русский дирижёр и хормейстер.

## Биография
Ипполит Карлович Альтани родился 15 мая ( 27 мая по новому стилю) 1846 года в Екатеринославе (ныне город Днепр ). Для Ипполита первым учителем игры на скрипке был его отец, родом из Чехии , который служил военным капельмейстером в городах Украины . В 1866 г. окончил Санкт-Петербургскую консерваторию по классу скрипки (у Г. Венявского) и композиции (у Н. И. Зарембы и A. Г. Рубинштейна).
В 1867—1882 годах работал дирижёром и хормейстером частной русской оперы в Киеве (антреприза Ф. Г. Бергера, с 1872 — И. Я. Сетова). Преподавал гармонию в Музыкальном училище Киевского отделения Русского Музыкального Общества.
В 1882—1906 гг. Альтани — главный дирижёр Большого театра (Москва).
За год до освящения храма Христа Спасителя, во время Всероссийской промышленно-художественной выставки 8 (20) августа 1882 года, под руководством Альтани была впервые исполнена Торжественная увертюра «1812 год», написанная П. И. Чайковским в ознаменование победы России в войне с Наполеоном.
Впервые осуществил на московской сцене постановки русских опер — «Опричник» (1874), «Мазепа» (1884), «Пиковая дама» (1891), «Иоланта» (1893) Чайковского, «Снегурочка» (1893), «Псковитянка» (1901) Римского-Корсакова, «Борис Годунов» (1888) Мусоргского и др.
Уделял большое внимание технической завершённости исполнения, чистоте строя, ровности звучания оркестра. Выступал также в симфонических концертах. Преподавал в Музыкальном училище Киевского отделения Русского музыкального общества.
Под его управлением в Москве впервые прозвучал «Реквием» Дж. Верди.